# 芬兰红十字会
芬兰红十字会（芬蘭語：Suomen Punainen Risti）是国际红十字与红新月运动下的在芬兰运作的独立成员组织。芬兰红十字会有超过八万会员及三万志愿者，在芬兰全国有12个分会及493个支部。
芬兰红十字会的最高决策机构为每三年举行一次的全国代表大会，全国各地支部的代表参加会议。全国代表大会选举出红十字会的理事会和董事会成员。在大会休会期间，红十字会的最高决策权由理事会行使。理事会由主席、副主席和23个成员组成。
在2017-2020年间的全国代表大会会期里选出的董事会主席为佩尔蒂·托尔斯蒂拉，理事会主席为皮尔科-莉莎·奥利拉（Pirkko-Liisa Ollila），秘书长为克丽丝蒂娜·昆普拉。